# Scooch
Scooch so plesno-pevska skupina iz Združenega kraljestva v zasedbi Natalie Powers, Russ Spencer, Caroline Barnes in  David Ducasse.
Scooch so predstavljali Združeno kraljestvo Velike Britanije in Severne Irske na Pesmi Evrovizije 2007 v Helsinkih s pesmijo »Flying the Flag (for You)«, in se v finalu uvrstili na predzadnje, 23. mesto. Prejeli so 19 točk, od tega enkrat 12 točk (od Moldavije), enkrat 2 in enkrat 5 točk. Pesem je bila na petem mestu britanske lestvice UK Top 40 Singles Chart.
Kljub temu, da Scooch od leta 2007 niso posneli novega materiala, od leta 1999, pa do danes še vedno koncertirajo, v isti, neokrnjeni zasedbi, predvsem na območju Velike Britanije.
Skupina je posnela 5 videospotov:
- "For sure" ()
- "The best is yet to come" ()
- "More than I needed to know" ()
- "Flying the flag (For you)" ()
- "When my baby" ()